# National Football League 1983
La stagione NFL 1983 fu la 64ª stagione sportiva della National Football League, la massima lega professionistica statunitense di football americano. La finale del campionato, il Super Bowl XVIII, si disputò il 22 gennaio 1984 al Tampa Stadium di Tampa, in Florida e si concluse con la vittoria dei Los Angeles Raiders sui Washington Redskins per 38 a 9. La stagione iniziò il 3 settembre 1983 e si concluse con il Pro Bowl 1984 che si tenne il 28 gennaio a Honolulu.

## Modifiche alle regole
- Venne stabilito che, negli ultimi 30 secondi del secondo quarto o della partita con la squadra in quel momento in difesa in svantaggio e senza più time out a disposizione, un fallo difensivo non possa impedire la fine del quarto a meno delle opzioni normalmente a disposizione dell'attacco.
- Venne deciso di non sanzionare più l'interferenza sul passaggio (pass interference) nel caso di contatti fortuiti o dovuti al tentativo di ricevere, fermare o deviare la palla.
- Venne vietato ai giocatori di usare i caschi eventualmente persi da altri giocatori per colpire un avversario.

## Stagione regolare
La stagione regolare si svolse in 16 giornate, iniziò il 3 settembre e terminò il 19 dicembre 1983.

### Risultati della stagione regolare
- V = Vittorie, S = Sconfitte, P = Pareggi, PCT = Percentuale di vittorie, PF = Punti Fatti, PS = Punti Subiti
- La qualificazione ai play-off è indicata in verde (tra parentesi il seed)

| AFC East             |    |   |   |     |     |     |
| Squadra              | V  | S | P | PCT | PF  | PS  |
| (2) Miami Dolphins   | 12 | 4 | 0 | 750 | 389 | 250 |
| New England Patriots | 8  | 8 | 0 | 500 | 274 | 289 |
| Buffalo Bills        | 8  | 8 | 0 | 500 | 283 | 351 |
| Baltimore Colts      | 7  | 9 | 0 | 438 | 264 | 354 |
| New York Jets        | 7  | 9 | 0 | 438 | 313 | 331 |

| NFC East                |    |    |   |     |     |     |
| Squadra                 | V  | S  | P | PCT | PF  | PS  |
| (1) Washington Redskins | 14 | 2  | 0 | 875 | 541 | 332 |
| (4) Dallas Cowboys      | 12 | 4  | 0 | 750 | 479 | 360 |
| Saint Louis Cardinals   | 8  | 7  | 1 | 531 | 374 | 428 |
| Philadelphia Eagles     | 5  | 11 | 0 | 313 | 233 | 322 |
| New York Giants         | 3  | 12 | 1 | 219 | 267 | 347 |

| AFC Central             |    |    |   |     |     |     |
| Squadra                 | V  | S  | P | PCT | PF  | PS  |
| (3) Pittsburgh Steelers | 10 | 6  | 0 | 625 | 355 | 303 |
| Cleveland Browns        | 9  | 7  | 0 | 563 | 356 | 342 |
| Cincinnati Bengals      | 7  | 9  | 0 | 438 | 346 | 302 |
| Houston Oilers          | 2  | 14 | 0 | 125 | 288 | 460 |

| NFC Central          |   |    |   |     |     |     |
| Squadra              | V | S  | P | PCT | PF  | PS  |
| (3) Detroit Lions    | 9 | 7  | 0 | 563 | 347 | 286 |
| Green Bay Packers    | 8 | 8  | 0 | 500 | 429 | 439 |
| Chicago Bears        | 8 | 8  | 0 | 500 | 311 | 301 |
| Minnesota Vikings    | 8 | 8  | 0 | 500 | 316 | 348 |
| Tampa Bay Buccaneers | 2 | 14 | 0 | 125 | 241 | 380 |

| AFC West                |    |    |   |     |     |     |
| Squadra                 | V  | S  | P | PCT | PF  | PS  |
| (1) Los Angeles Raiders | 12 | 4  | 0 | 750 | 442 | 338 |
| (4) Seattle Seahawks    | 9  | 7  | 0 | 563 | 403 | 397 |
| (5) Denver Broncos      | 9  | 7  | 0 | 563 | 302 | 327 |
| San Diego Chargers      | 6  | 10 | 0 | 375 | 358 | 462 |
| Kansas City Chiefs      | 6  | 10 | 0 | 375 | 386 | 367 |

| NFC West                |    |   |   |     |     |     |
| Squadra                 | V  | S | P | PCT | PF  | PS  |
| (2) San Francisco 49ers | 10 | 6 | 0 | 625 | 432 | 293 |
| (5) Los Angeles Rams    | 9  | 7 | 0 | 563 | 361 | 344 |
| New Orleans Saints      | 8  | 8 | 0 | 500 | 319 | 337 |
| Atlanta Falcons         | 7  | 9 | 0 | 438 | 370 | 389 |

## Play-off
I play-off iniziarono con i Wild Card Game il 24 e 26 dicembre 1983. I Divisional Playoff si giocarono il 31 dicembre 1983 e il 1º gennaio 1984 e i Conference Championship Game l'8 gennaio. Il Super Bowl XVIII si disputò il 22 gennaio al Tampa Stadium di Tampa.

### Seeding
| Seed | American Football Conference                | National Football Conference             |
| ---- | ------------------------------------------- | ---------------------------------------- |
| 1    | Los Angeles Raiders (vincitori AFC West)    | Washington Redskins (vincitori NFC East) |
| 2    | Miami Dolphins (vincitori AFC East)         | San Francisco 49ers (vincitori NFC West) |
| 3    | Pittsburgh Steelers (vincitori AFC Central) | Detroit Lions (vincitori NFC Central)    |
| 4    | Seattle Seahawks                            | Dallas Cowboys                           |
| 5    | Denver Broncos                              | Los Angeles Rams                         |

### Incontri
| Wild Card Game | Wild Card Game                    | Wild Card Game | Wild Card Game |                             |                             | Divisional Play-off            | Divisional Play-off | Divisional Play-off |                                  |                                  | Conference Championship          | Conference Championship | Conference Championship |  |  | Super Bowl XVIII | Super Bowl XVIII | Super Bowl XVIII | Super Bowl XVIII | Super Bowl XVIII |
|                |                                   |                |                |                             |                             |                                |                     |                     |                                  |                                  |                                  |                         |                         |  |  |                  |                  |                  |                  |                  |
|                |                                   |                |                |                             |                             |                                |                     |                     |                                  |                                  |                                  |                         |                         |  |  |                  |                  |                  |                  |                  |
|                |                                   |                |                |                             |                             | 31 dicembre - Candlestick Park |                     |                     |                                  |                                  |                                  |                         |                         |  |  |                  |                  |                  |                  |                  |
|                |                                   |                |                |                             |                             |                                |                     |                     |                                  |                                  |                                  |                         |                         |  |  |                  |                  |                  |                  |                  |
|                | 3                                 | Detroit        | 23             |                             |                             |                                |                     |                     |                                  |                                  |                                  |                         |                         |  |  |                  |                  |                  |                  |                  |
|                | 3                                 | Detroit        | 23             | 26 dicembre - Texas Stadium | 26 dicembre - Texas Stadium | 26 dicembre - Texas Stadium    |                     |                     | 8 gennaio - RFK Stadium          | 8 gennaio - RFK Stadium          | 8 gennaio - RFK Stadium          |                         |                         |  |  |                  |                  |                  |                  |                  |
|                | 2                                 | San Francisco  | 24             | 26 dicembre - Texas Stadium | 26 dicembre - Texas Stadium | 26 dicembre - Texas Stadium    |                     |                     | 8 gennaio - RFK Stadium          | 8 gennaio - RFK Stadium          | 8 gennaio - RFK Stadium          |                         |                         |  |  |                  |                  |                  |                  |                  |
|                | 2                                 | San Francisco  | 24             | 5                           | L.A. Rams                   | 24                             | 2                   | San Francisco       | 21                               |                                  |                                  |                         |                         |  |  |                  |                  |                  |                  |                  |
|                | 1º gennaio - RFK Stadium          |                |                | 5                           | L.A. Rams                   | 24                             | 2                   | San Francisco       | 21                               |                                  |                                  |                         |                         |  |  |                  |                  |                  |                  |                  |
|                | 4                                 | Dallas         | 17             |                             |                             | 1                              | Washington          | 24                  |                                  |                                  |                                  |                         |                         |  |  |                  |                  |                  |                  |                  |
|                | 4                                 | Dallas         | 17             | 5                           | L.A. Rams                   | 1                              | Washington          | 24                  | 7                                |                                  |                                  |                         |                         |  |  |                  |                  |                  |                  |                  |
|                |                                   |                |                | 5                           | L.A. Rams                   |                                |                     |                     | 7                                | 22 gennaio - Tampa Stadium       |                                  |                         |                         |  |  |                  |                  |                  |                  |                  |
|                | 1                                 | Washington     | 51             |                             |                             |                                |                     |                     |                                  |                                  |                                  |                         |                         |  |  |                  |                  |                  |                  |                  |
|                | 1                                 | Washington     | 51             | N1                          | Washington                  | 9                              |                     |                     |                                  |                                  |                                  |                         |                         |  |  |                  |                  |                  |                  |                  |
|                | 31 dicembre - Miami Orange Bowl   |                |                | N1                          | Washington                  | 9                              |                     |                     |                                  |                                  |                                  |                         |                         |  |  |                  |                  |                  |                  |                  |
|                |                                   |                |                |                             |                             |                                |                     | A1                  | L.A. Raiders                     | 38                               |                                  |                         |                         |  |  |                  |                  |                  |                  |                  |
|                | 4                                 | Seattle        | 27             |                             |                             |                                |                     | A1                  | L.A. Raiders                     | 38                               |                                  |                         |                         |  |  |                  |                  |                  |                  |                  |
|                | 4                                 | Seattle        | 27             | 24 dicembre - Kingdome      | 24 dicembre - Kingdome      | 24 dicembre - Kingdome         |                     |                     | 8 gennaio - Los Angeles Coliseum | 8 gennaio - Los Angeles Coliseum | 8 gennaio - Los Angeles Coliseum |                         |                         |  |  |                  |                  |                  |                  |                  |
|                | 2                                 | Miami          | 20             | 24 dicembre - Kingdome      | 24 dicembre - Kingdome      | 24 dicembre - Kingdome         |                     |                     | 8 gennaio - Los Angeles Coliseum | 8 gennaio - Los Angeles Coliseum | 8 gennaio - Los Angeles Coliseum |                         |                         |  |  |                  |                  |                  |                  |                  |
|                | 2                                 | Miami          | 20             | 5                           | Denver                      | 7                              | 4                   | Seattle             | 14                               |                                  |                                  |                         |                         |  |  |                  |                  |                  |                  |                  |
|                | 1º gennaio - Los Angeles Coliseum |                |                | 5                           | Denver                      | 7                              | 4                   | Seattle             | 14                               |                                  |                                  |                         |                         |  |  |                  |                  |                  |                  |                  |
|                | 4                                 | Seattle        | 31             |                             |                             | 1                              | L.A. Raiders        | 30                  |                                  |                                  |                                  |                         |                         |  |  |                  |                  |                  |                  |                  |
|                | 4                                 | Seattle        | 31             | 3                           | Pittsburgh                  | 1                              | L.A. Raiders        | 30                  | 10                               |                                  |                                  |                         |                         |  |  |                  |                  |                  |                  |                  |
|                |                                   |                |                | 3                           | Pittsburgh                  |                                |                     |                     |                                  |                                  |                                  |                         |                         |  |  |                  |                  |                  |                  |                  |
|                | 1                                 | L.A. Raiders   | 38             |                             |                             |                                |                     |                     |                                  |                                  |                                  |                         |                         |  |  |                  |                  |                  |                  |                  |
|                | 1                                 | L.A. Raiders   | 38             |                             |                             |                                |                     |                     |                                  |                                  |                                  |                         |                         |  |  |                  |                  |                  |                  |                  |

Nota: Il regolamento impediva gli accoppiamenti nei Divisional playoff tra squadre della stessa Division

### Vincitore
| Vincitori del Super Bowl XVIII Los Angeles Raiders 3º titolo |

## Premi individuali
| MVP della NFL                 | Joe Theismann, Quarterback, Washington  |
| Allenatore dell'anno          | Joe Gibbs, Washington                   |
| Giocatore offensivo dell'anno | Joe Theismann, Quarterback, Washington  |
| Difensore dell'anno           | Doug Betters, Defensive End, Miami      |
| Rookie offensivo dell'anno    | Eric Dickerson, Running Back, L.A. Rams |
| Rookie difensivo dell'anno    | Vernon Maxwell, Linebacker, Baltimore   |